# Karls Tourismus
Karls Tourismus GmbH, basée à Rövershagen, est un exploitant de parcs à thèmes et un producteur de produits agricoles. Sous le nom de Karls Erlebnis-Dorf (anciennement Karls Erlebnishof ou KarlsStrawberry Farm), l'entreprise exploite actuellement cinq parcs en Allemagne. L'entreprise possède également Rittergut von Barby à Möckern - Loburg et le Karls Pier 7 à Rostock - Warnemünde. Les propriétaires sont la famille Dahl.

## Histoire
Karl Dahl, le grand-père de l'actuel chef d'entreprise Robert Dahl, exploite depuis 1921 une ferme près de Rostock. Il vendait ses produits au marché hebdomadaire. Après la Seconde Guerre mondiale, la famille déménage à Ratekau, près de Lübeck , où le fils de Karl Dahl, Karl-Heinz, poursuit l'exploitation agricole. L'exploitation, désormais spécialisée dans la culture de fraises, devient fournisseur de l'usine Schwartauer.
À la suite du changement intervenu en 1989, Schwartau met fin aux contrats car les livraisons désormais disponibles depuis l'Europe de l'Est étaient moins chères. Afin de ne pas devoir abandonner l'exploitation, Karl-Heinz Dahl envisage de vendre les fraises directement à Lübeck. Il fit construire par un fabricant de bateaux, 15 stands de vente en forme de fraise sur le modèle de stands vus en photo lors d'un tournoi de tennis à Wimbledon.
En 1993, à la demande de son père Karl-Heinz, Robert Dahl, alors âgé de 22 ans, ouvre une ferme de fraises à Rövershagen-Purkshof près de Rostock, directement sur la B 105, l'une des principales routes touristiques de la mer Baltique. En plus des fraises, il y vendit bientôt du café et des gâteaux, des saucisses et des produits locaux dans un magasin de ferme. Ainsi, la ferme de fraises est devenue au fil du temps l'un des plus grands marchés de producteurs d'Allemagne. Depuis 2001, elle porte le nom de son grand-père « Karls Erlebnis-Dorf ».
En 2012, une deuxième ferme d'aventure a été ouverte à Zirkow sur l'île de Rügen, suivie en 2014 par des fermes à Warnsdorf et à Elstal près de Berlin, et depuis mars 2016, il existe un cinquième village d'aventure à Koserow sur Usedom. Le Barbycafé a ouvert ses portes à Loburg en Saxe-Anhalt en 2018
Selon Robert Dahl, les Karls Erlebnis-Dorf ont attiré au total environ 5,2 millions de visiteurs en 2018.
Le matin du 6 juin 2023, plusieurs bâtiments du village aventure d'Elstal ont pris feu et ont déclenché une importante opération de pompiers. Neuf personnes ont été intoxiquées par la fumée et ont été transportées vers les hôpitaux de la région.

## Concept

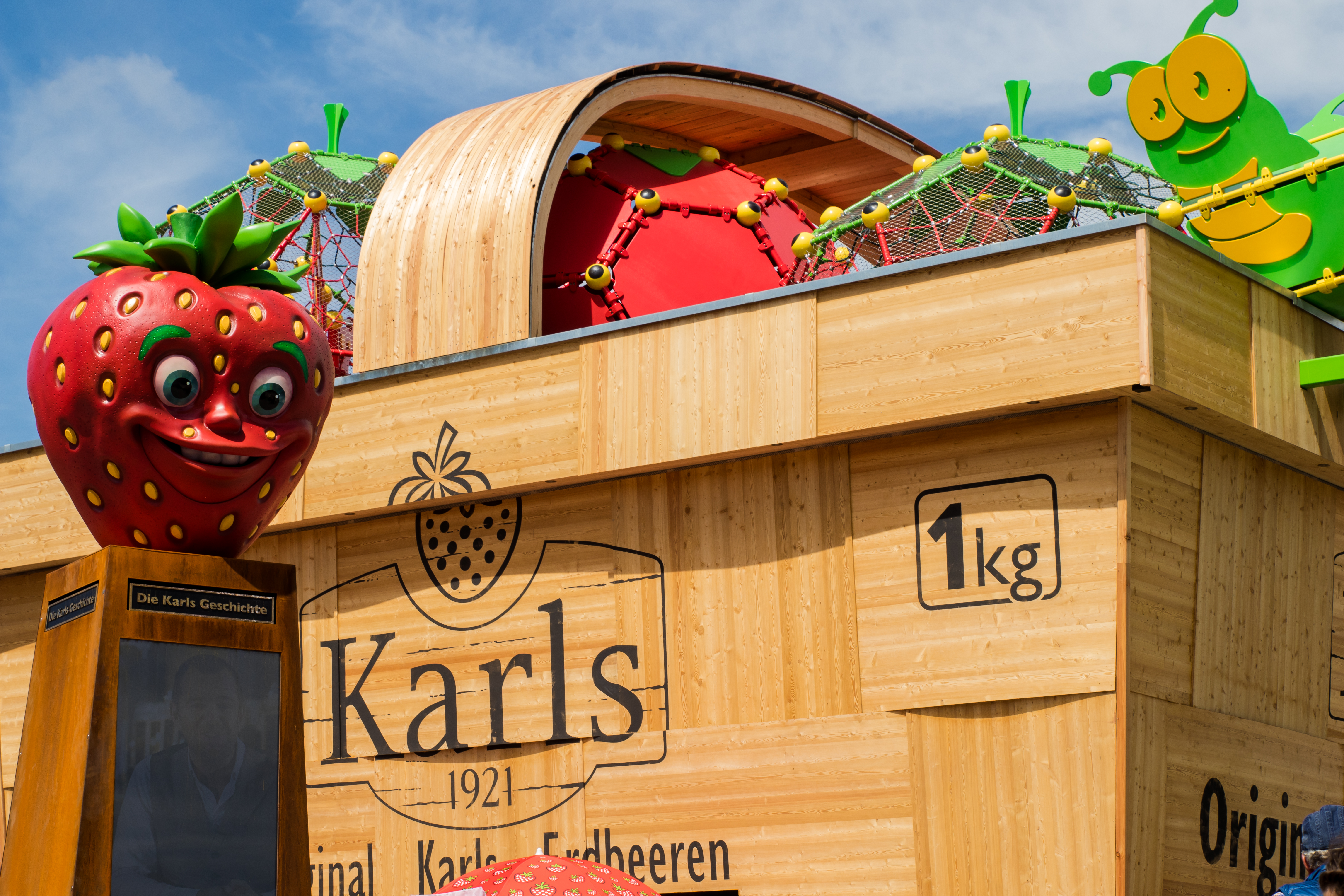
Aire de jeu de Karls Erlebnis-Dorf, à Rövershagen.

Les Karls Erlebnis-Dorf sont un mélange de magasin de ferme, de verrerie, de restaurant et de parc d'attractions. L'entrée est généralement gratuite. Vous devez payer des frais d'utilisation pour certaines attractions, mais il existe également des pass journaliers et annuels qui permettent une utilisation illimitée de la plupart des manèges. Les sites sont ouverts toute l'année.
Dans le magasin de la ferme, il est possible d'acheter de la nourriture et des articles de la production du parc, principalement liés aux fraises. Dans les usines des différents sites, du café est torréfié, du savon, des bonbons, des glaces et du chocolat sont produits, de la confiture et du pain sont cuits, entre autres. Les produits sont vendus localement et dans une boutique en ligne. Les autres attractions comprennent : des toboggans, des montagnes russes, un aquarium, deux expositions de sculptures sur glace, des promenades en tracteur et la plus grande collection de cafetières au monde avec plus de 50 000 cafetières (en 2017). L'entreprise possède également environ 300 hectares de champs de fraises dans le Mecklembourg-Poméranie-Occidentale, qui sont récoltés de mai à octobre.Les fraises qui y sont cultivées sont proposées sur environ 400 stands de vente dans le Schleswig-Holstein, le Mecklembourg-Poméranie-Occidentale, Leipzig ainsi qu'à Berlin et dans la région berlinoise. Au total, Karls récolte 8 000 tonnes de fraises chaque année,. Avec 1,2 million de visiteurs en 2014, le Karls Erlebnis-Dorf de Rövershagen est l'attraction touristique la plus visitée du Mecklembourg-Poméranie occidentale.

## Emplacements
| Rövershagen Warnsdorf Elstal Koserow Zirkow Möckern |

| Name                              | Ort                                     | Eröffnung |
| --------------------------------- | --------------------------------------- | --------- |
| Karls Erlebnis-Dorf Rövershagen   | Rövershagen-Purkshof bei Rostock        | 1993      |
| Karls Erlebnis-Dorf Warnsdorf     | Ratekau-Warnsdorf près de Lübeck        | 2014      |
| Karls Erlebnis-Dorf Elstal        | Wustermark-Elstal près de Berlin        | 2014      |
| Karls Erlebnis-Dorf Koserow       | Koserow sur Usedom                      | 2016      |
| Karls Erlebnis-Dorf Zirkow        | Zirkow sur Rügen                        | 2012      |
| Pier 7                            | Rostock-Warnemünde                      |           |
| Karls Erlebnis-Dorf Loxstedt      | Loxstedt, arrondissement de Cuxhaven    | prévu     |
| Karls Erlebnis-Dorf Döbeln        | Döbeln, arrondissement de Saxe centrale | vers 2024 |
| Karls Erlebnis-Dorf Oberhausen    | Oberhausen, au Centro Oberhausen        | prévu     |
| Karls Erlebnis-Dorf Plech         | Plech, Oberfranken, Bavière             | vers 2026 |
| Rittergut mit Barbycafé in Loburg | Möckern-Loburg près de Magdebourg       | 2018      |

D'autres Karls Erlebnis-Dorf ont été fermés en raison d'un manque de rentabilité.

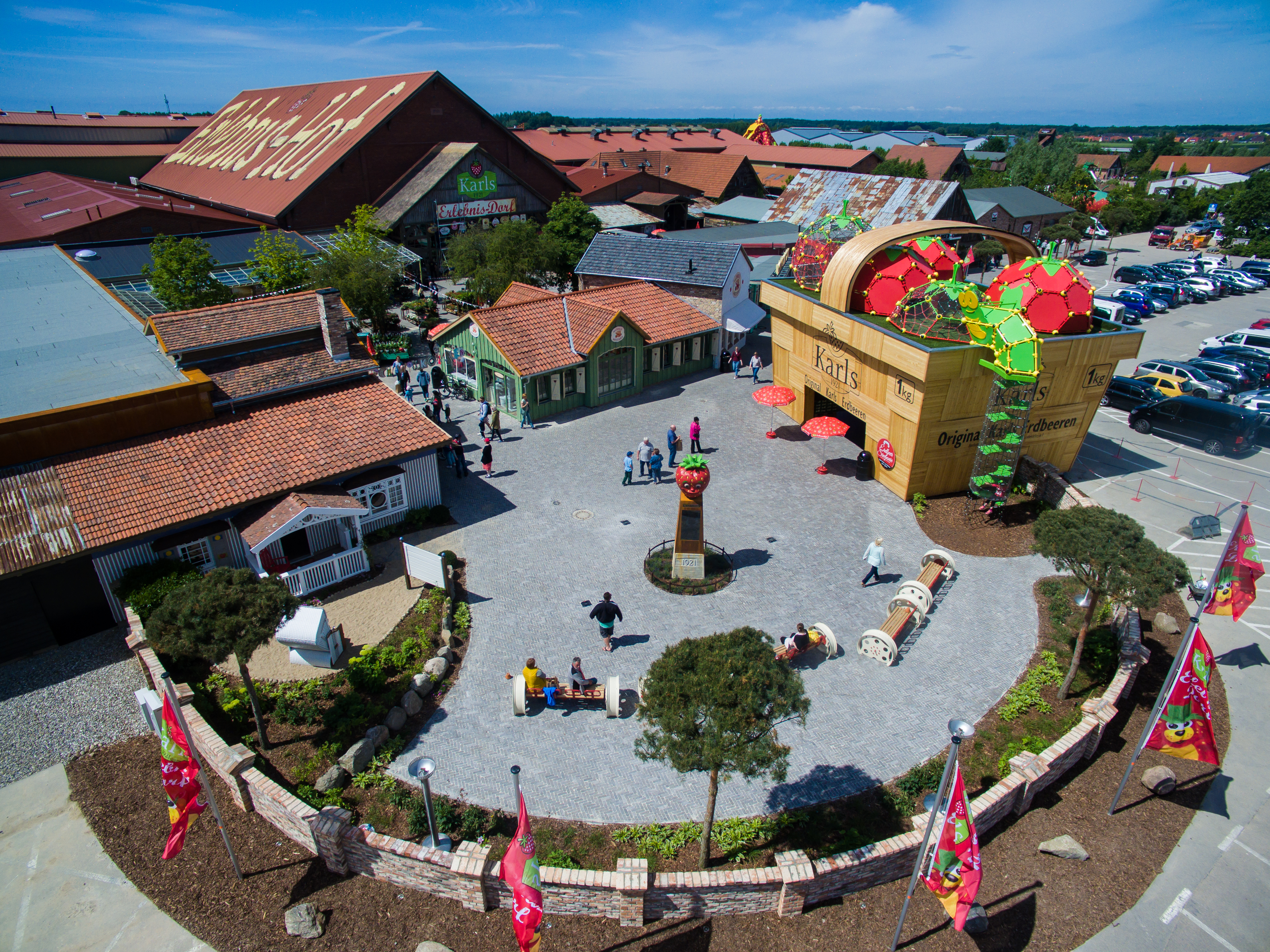
Karls Erlebnis-Dorf à Rövershagen.
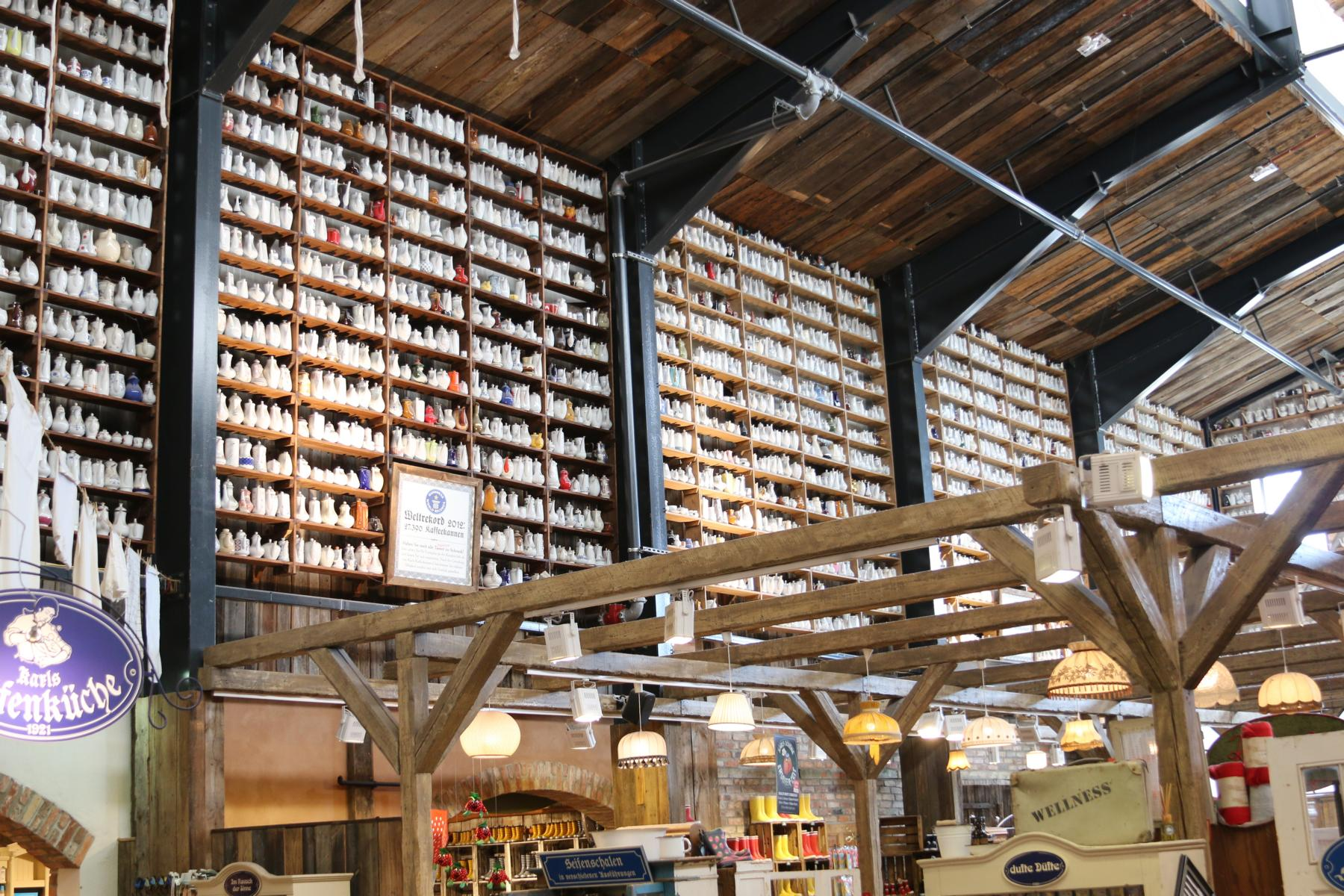
Collection de cafetières à Karls Erlebnis-Dorf (Elstal).
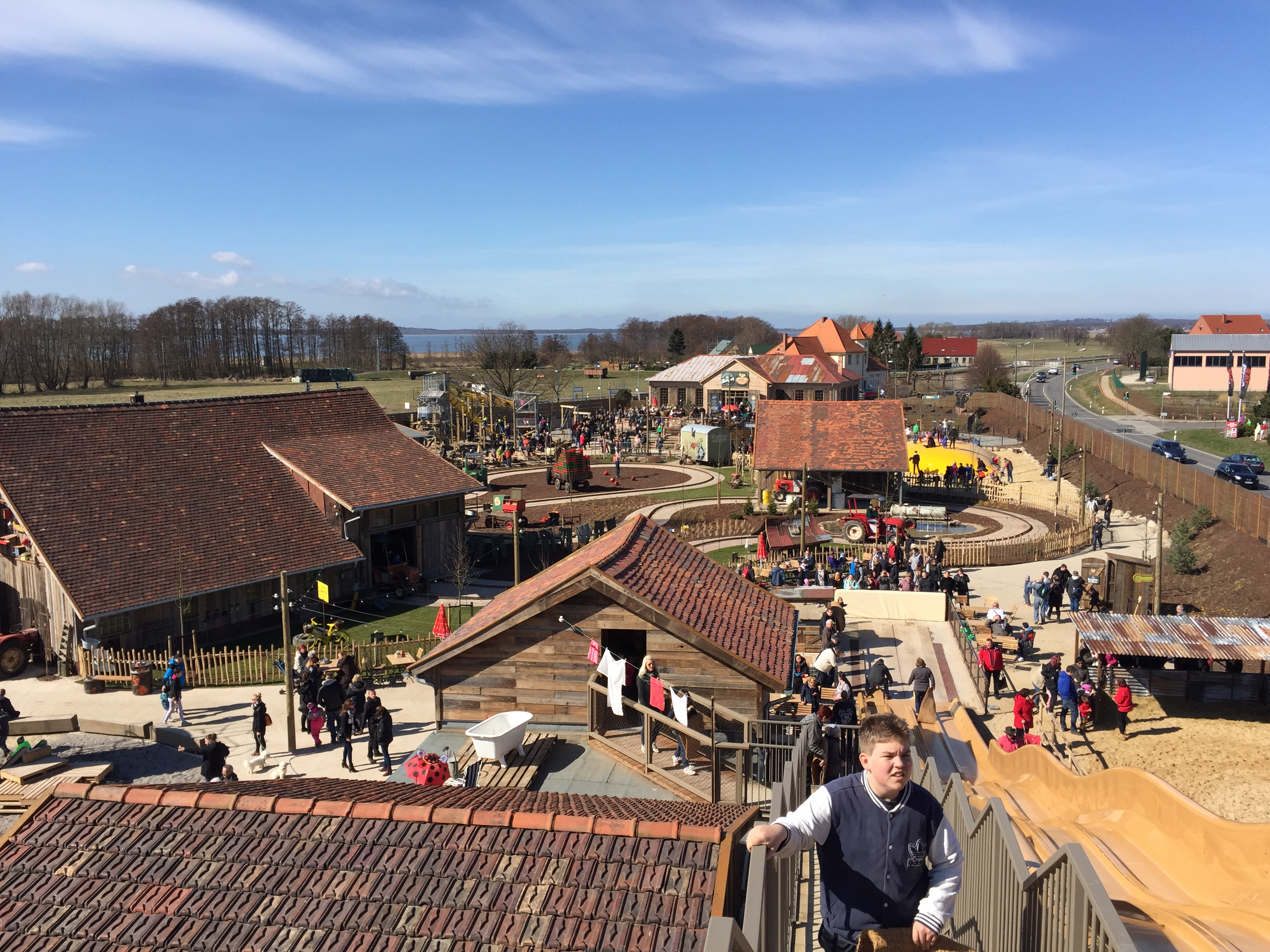
Karls Erlebnis-Dorf à Koserow.
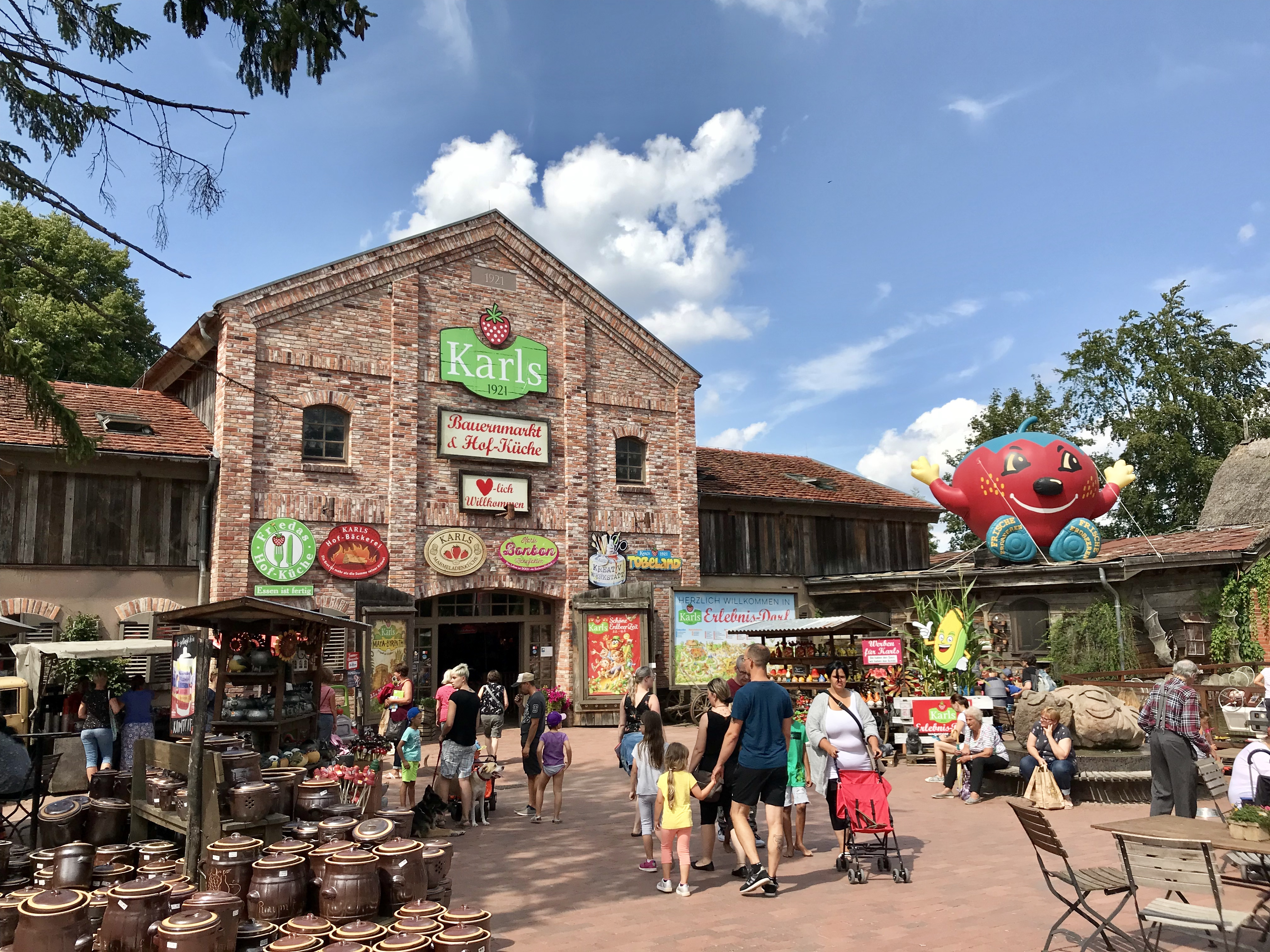
Karls Erlebnis-Dorf à Ratekau.
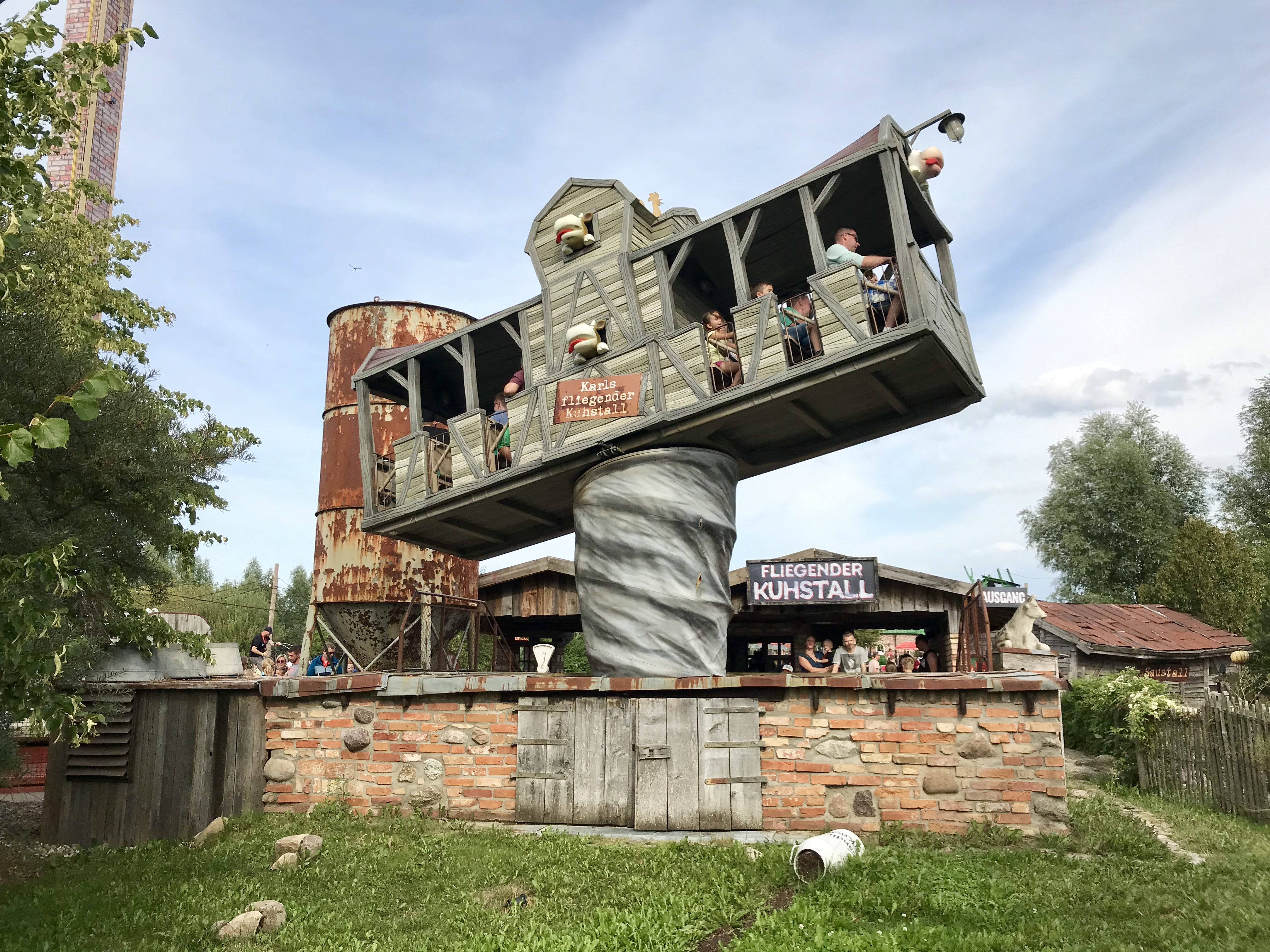
Attraction à Karls Erlebnis-Dorf à Rövershagen.